# Paratorna cuprescens
Paratorna cuprescens  (лат.) — вид бабочек из семейства листовёрток. Распространён в Приморском крае, Японии (Хоккайдо, Хонсю, Кюсю), на Корейском полуострове и в северо-восточном Китае. Населяют смешанные и широколиственные леса. Бабочек можно наблюдать с июня по июль. Размах крыльев 14,5—17 мм.